# Mahmut II.
Mahmut II. (20. července 1785 – 1. července 1839) Turky nazývaný Mahmut Adli (Mahmut Spravedlivý), byl sultánem Osmanské říše v letech 1808–1839. Patří nepochybně k nejpozoruhodnějším osobnostem moderních dějin Osmanské říše.
Jeho matkou měla být údajně Francouzka Aimée Dubucq de Rivera, již během plavby z Marseilles na Martinik zajali berberští piráti, kteří ji poté jako smířlivé gesto zaslali z Alžíru sultánovi Abdülhamitovi I. do Cařihradu. Zde měla žít Aimée šťastně až do smrti jako „francouzská sultánka“ a seznámit svého syna Mahmuta s myšlenkami osvícenského absolutismu. Ve skutečnosti se však Mahmut narodil přinejmenším tři roky předtím, než Aimée opustila Francii a neexistuje ani žádné hodnověrné svědectví, že by se mladá žena vůbec kdy do Alžíru či Turecka dostala. Jedná se tedy pouze o nepodložené romantické pověsti. Mahmutův otec, sultán Abdülhamit I. (1774–1789), poskytl svému synovi tradiční vzdělání osmanského prince, spočívající ve výuce turečtiny, perštiny, arabštiny, náboženství, práva, poezie a dějin. Mahmut byl výborným kaligrafem a básníkem, psal pod pseudonymem Adli. Nezískal však žádné zvláštní vědomosti o Evropě.

## Nástup Mahmuta II. na trůn a první pokusy o reformu

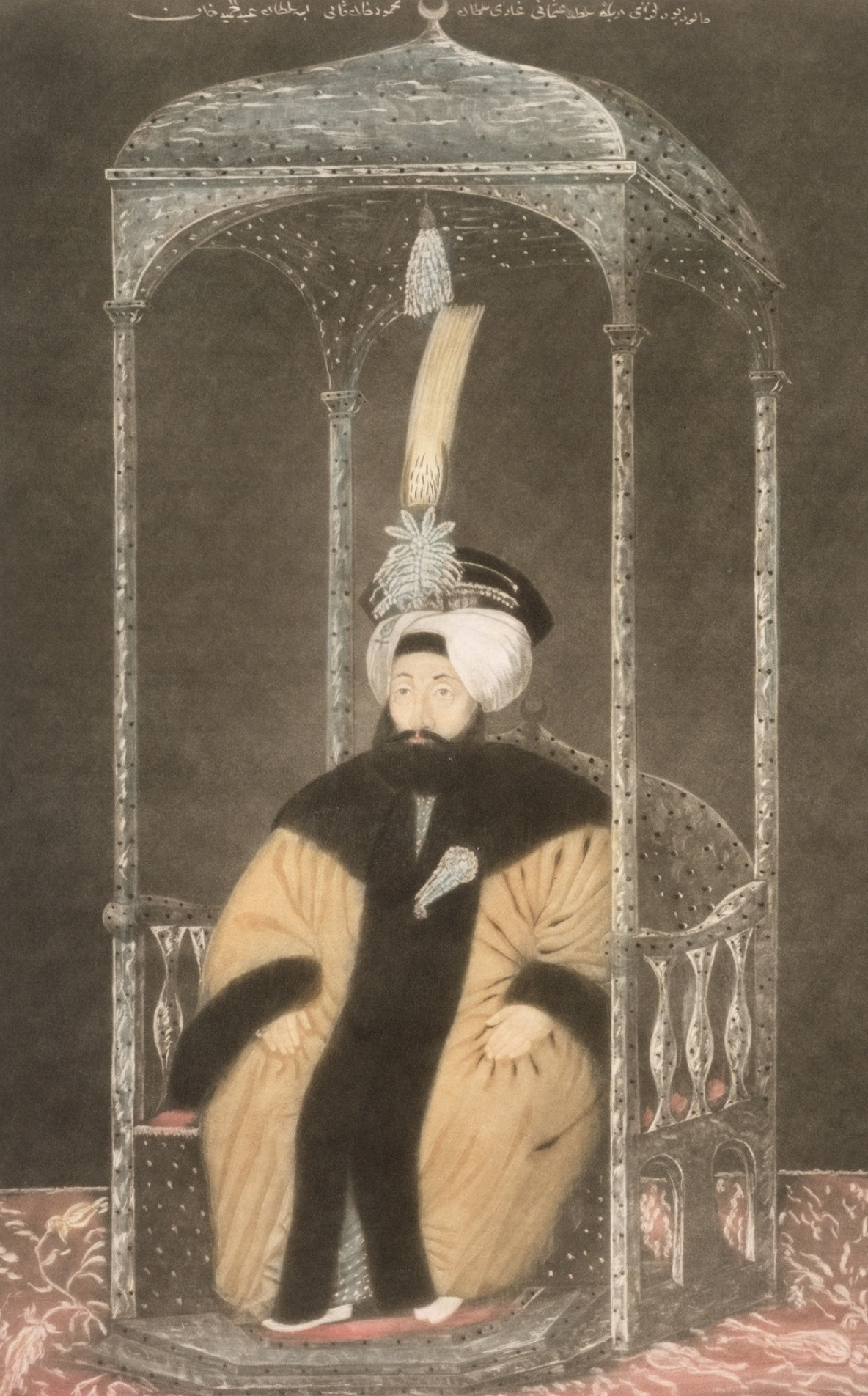
Mahmut II. před reformou oblečení před rokem 1826

Na trůn usedl Mahmut za dramatických okolností. Roku 1807 byl svržen proreformní sultán Selim III. (1789–1807), Mahmudův bratranec, který jako první osmanský vládce inicioval program reforem podle evropského vzoru nazvaný Nizam-i Cedid (Nový pořádek), zaměřený zejména na modernizaci armády. Tradiční vojska janičárů měla být nahrazena vycvičenou a organizovanou armádou podle evropského vzoru. Program však narazil na odpor vnitřní opozice vedené janičáry a konzervativními muslimskými duchovními.
Odpůrcům reforem se dostalo příležitosti k zásahu na jaře 1807. 27. května se vzbouřenci, především janičáři a fanatičtí studenti teologie, shromáždili poblíž sultánova paláce Topkapi v Cařihradu. Selim III. se vylekal a v panice vyhlásil, že jednotky Nizam-i Cedid budou rozpuštěny. Poté vyhnal z paláce proreformní ministry, čímž je vystavil jisté smrti. Následujícího dne jmenoval novou Imperiální radu. Vzbouřenci však spokojeni nebyli a podezřívali sultána, že pokud zůstane na trůnu, zruší svá prohlášení ihned, jakmile se vrátí jemu loajální vojska z dunajské fronty, kde byla kvůli právě probíhající rusko-turecké válce. Situace se dramaticky vyhrotila. Vzbouřenci se na vnějším prvním nádvoří paláce Topkapi zmocnili sultánova osobního tajemníka a rozsekali ho na kusy. Jeho hlavu pak hodili do sultánova paláce. 29. května byl Selim III. prohlášen za neschopného vládnout v souladu se zásadami islámu. Vzbouřenci ho donutili uchýlit se do izolace ve „zlaté kleci“ v harémové části paláce (kde byl umístěn i Mahmut) a na jeho místo dosadili duševně labilního Mustafu IV., syna Abdülhamita I. a nevlastního Mahmutova bratra.
Nový sultán okamžitě zrušil reformu Nizam-i Cedid. Janičáři ovládli hlavní město a rozpoutali všeobecný teror. Reformní ministři a příslušníci reformované armády byli chytáni a vražděni. Stále větší počet nespokojenců, nejen stoupenců reforem, ale i znechucených oportunistů, se stahoval do provinčních měst. Mnozí se vydali na sever a prošli bulharským územím do Ruščuku, opevněného města, ležícího u břehu Dunaje, kde měl hlavní stan schopný vojevůdce Mustafa Paşa Bayraktar. Bayraktar do roka obnovil disciplínu v rozvrácené osmanské armádě a učinil ji bojeschopnou. „Ruščucký výbor“ naplánoval státní převrat. 19. července 1808 Bayraktar v čele armády obsadil Cařihrad a donutil Mustafu IV. odvolat nejvyššího muftího Ataullaha Efendiho. Za několik dní pak odjel z města. Janičáři a muslimští duchovní sultána varovali, že ho ruščucký paša hodlá sesadit a znovu nastolit reformistu Selima III. Tehdy si Mustafa uvědomil, že nechá-li Selima i nevlastního bratra Mahmuta zabít, zůstane jediným žijícím mužem v osmanské dynastii, a bude mít život i sultanát pevně v rukou. Když 28. července Bayraktar s patnáctitisícovou armádou zaútočil na sultánův palác, vystrašený Mustafa poslal popravčí do harémové části paláce. Selim, jenž byl právě na modlitbách, se katovi bránil, nenechal se uškrtit a zkrvavené tělo nešťastného sesazeného sultána bylo nalezeno na vnitřním nádvoří paláce. Třiadvacetiletému Mahmutovi se ale podařilo přežít. Když uslyšel rozruch způsobený zabijáky, uprchl údajně s pomocí své matky na střechu harému, kde se ukryl mezi komíny. Tam ho nalezli a zachránili Bayraktarovi muži, kteří již vtrhli do paláce. Podle jiné verze našel Bayraktar Mahmuta ukrytého pod kupou koberců. Ať už to bylo jakkoliv, Paşa se postaral o sesazení Mustafy IV. a vyhlásil novým sultánem Mahmuta. Mustafu chtěl Bayraktar zprvu na místě zabít jako odplatu za Selimovu smrt, ale jelikož poprava dvou panovníků během jediného dne nepřicházela v úvahu, neboť pak by osmanská dynastie pravděpodobně vymřela po meči (Mahmut by byl posledním žijícím mužským potomkem), byl Mustafa umístěn do „zlaté klece“ do harému. Bayraktar Mustafa Paşa byl jmenován velkovezírem.
Cyklus palácových převratů ale ještě neskončil. Bayraktar se rozhodl pokračovat v politice armádních reforem. Místo zdiskreditovaných pluků Nového pořádku sestavil oddíly Nových psovodů (Şegban-i Cedid). Velení těchto vojsk předal bývalým důstojníkům Nového pořádku, což rozhořčilo reakcionáře. Bayraktar navíc udělal chybu, když se se svými „psovody“ v napjaté atmosféře na konci postního měsíce ramadánu věnoval hodování. Janičáři kuli celou noc pikle a ráno 15. listopadu 1808 velkovezíra přepadli v sídle Vysoké porty. Bayraktar se ukryl v sousední malé kamenné budově, která se zdála poměrně dobře hájitelná. Šlo však o sklad střelného prachu, a tak když v okolí propukla střelba, ozval se náhle silný výbuch, který usmrtil velkovezíra, jeho osobní strážce i několik stovek útočících janičárů. Mrtvé velkovezírovo tělo bylo vytaženo z trosek a naraženo na kůl.
Poté se janičáři rozhodli zaútočit na sultánův palác Topkapi. Mahmut II. však byl pohotový a přivolal na pomoc osmanské loďstvo, které začalo vzbouřence bombardovat. Následný požár přeměnil dřevěné domy v okolí paláce v pravé peklo. Po dvou dnech bojů velitelé janičárů začali prostřednictvím muslimských duchovních vyjednávat a bylo dosaženo rámcové dohody se sultánem. Janičáři slíbili zastavit obléhání a zajistit volný odchod odzbrojených vojáků. Ráno 18. listopadu byly brány sultánova paláce otevřeny a průvod vojáků beze zbraní ve spořádaných šicích odcházel z paláce. Několik set metrů od paláce však byli proradnými janičáry napadeni a rozsekáni. Mahmut II. si zachránil život jedině okamžitým příkazem k uškrcení sesazeného Mustafy IV. Rozhodl se k tomuto kroku, protože žil v očekávání mužského dědice – jeho oblíbená žena Fatma byla již několik měsíců těhotná. Nyní ještě nikdo nemohl tušit, že v únoru následujícího roku Fatma zemře při porodu dcery a malá princezna se dožije jen útlého věku. Mahmut si tak uchoval trůn, avšak nadlouho musel reformní proces zastavit. Jednotky Nových psovodů byly rozpuštěny.

## Pozvolné reformy a centralizační snahy Mahmuta II.

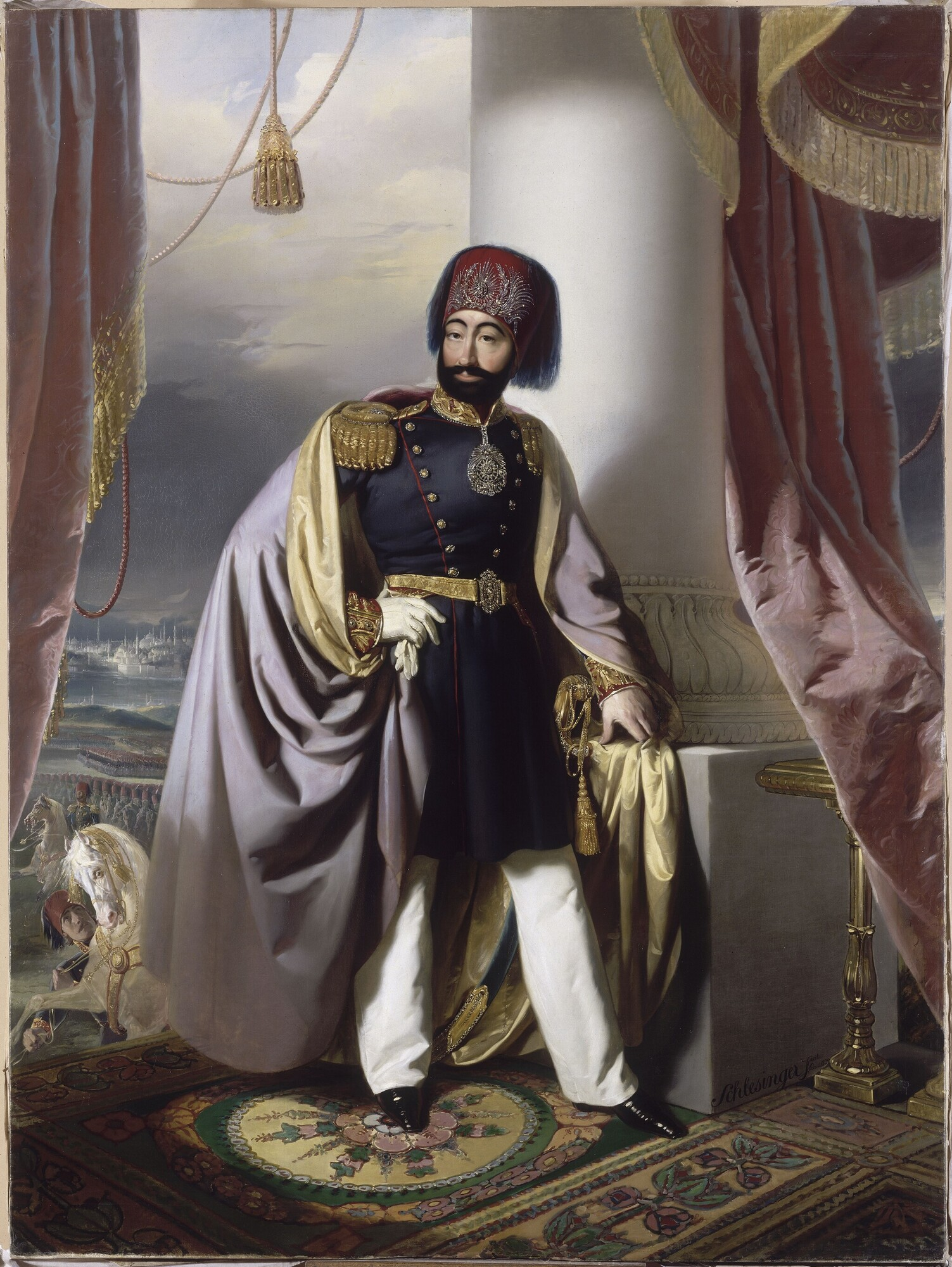
Mahmut II po reformě oblečení v roce 1826

Vzhledem k traumatickým zážitkům z mládí neměl sultán Mahmut II. rád palác Topkapi. Topkapi zůstal oficiální dvorskou rezidencí, ale Mahmut raději jedl a spal v menším a lépe hájitelném paláci Besiktaş. Poučil se z osudu reformátorů sultána Selima III. a velkovezíra Bayraktara. Právě Selim III., s nímž déle než rok sdílel „zlatou klec“, měl na něj velký vliv. První léta Mahmutova panování plynula ve stínu vzpomínek na Selimův osud a ve strachu z nové vlny násilí. Léta čekal na vhodnou příležitost, aby mohl udeřit proti nenáviděným janičárům. Byl mimořádně trpělivý, vynikající taktik, cílevědomý, tvrdý. Nepostrádal osobní odvahu a rozhodnost. Jeho výchozí pozice při nástupu k moci byla mimořádně slabá. Prvních patnáct let usiloval o centralizaci moci ve svých rukou. První kroky směřovaly k posílení mocenské pozice sultána přímo v Cařihradu. Na klíčové funkce ve státní byrokracii, armádě, ale i v hierarchii muslimského duchovenstva trpělivě a systematicky jmenoval své věrné přívržence. Nejsilnějším osmanským státníkem prvního období vlády Mahmuta II. byl ultrakonzervativní muž vyšlý z řad duchovenstva Mehmet Sait Halet Efendi (1761–1823). V letech 1802–1806 sloužil jako osmanský velvyslanec v Paříži. Jako hlavní sultánův rádce vystupoval v roli ochránce janičárů a jako oponent jakýchkoli reforem. V listopadu 1822 ho sultán Mahmut II. sesadil z funkce a poslal do vyhnanství, kde ho také brzy dostihl sultánův popravčí s hedvábnou šňůrou. Za několik dní byla jeho hlava vystavena na mramorovém sloupu v sultánově paláci. Likvidace Haleta Efendiho výrazně posílila sultánovu autoritu. Vlivnou osobností v osmanské armádě byl Kara Ağa Hüsein Paşa (1776–1849). V únoru až říjnu 1823 byl jmenován velitelem janičárského sboru, získal hodnost vezíra a titul paši. Jeho zkušeností pak sultán využil k likvidaci janičárů. Výraznou osobností vlády sultána Mahmuta II. a hlavním rivalem Haleta Efendiho byl Mehmet Husrev Paşa (1756–1855). V letech 1801–1803 byl místodržícím Egypta, velký vliv získal v hodnosti velkoadmirála v letech 1811–1818 a 1822–1827. Poté jako vrchní velitel armády prosazoval vojenské reformy, aby svou kariéru ukončil jako velkovezír.
Dalším cílem centralizačních snah sultána Mahmuta II. byla likvidace feudálních separatistů. V tomto směru byl osmanský sultán do velké míry úspěšný. Mahmut II. se soustředil nejprve na centralizaci v Anatolii. Když roku 1814 zemřel Çapanoğlu Süleyman Bey, byla rozšířena sultánova kontrola na centrální Anatolii. Když pak roku 1816 zemřel Karaosmanoğlu Hüseyin Ağa, byla ovládnuta západní Anatolie. Roku 1817 se tak celá Anatolie ocitla pod ústřední mocí sultána Mahmuta II.
Likvidace balkánských místodržících proběhla v letech 1814–1820. Poslední baštou balkánského feudálního separatismu byla doména Aliho Paşi z Janiny (1741–1822). Ta byla zlikvidována tažením v dubnu 1820 až lednu 1822, jemuž velel Halet Efendi. Ali Paşa a jeho synové byli sesazeni ze svých funkcí, prohlášeni za povstalce a byla proti nim vypravena pozemní i námořní expedice. Starý „Lev z Janiny“, jenž udržoval styky s vlivnými řeckými emigranty, neúspěšně vyzval Řeky, aby se připojili k jeho odporu proti Turkům. Tažení osmanské armády probíhalo s nebývalou rychlostí, již v srpnu 1820 bylo obleženo sídlo paši v Janině. Ali Paşa se déle než rok zoufale bránil na citadele, posléze se uchýlil do malé opevněné ostrovní vily na jezeře Janina. Vzdal se po příslibu, že mu bude udělena sultánem milost. Místní velitel však nechal janinského pašu 24. ledna 1822 proradně zabít. Jeho hlava byla pro výstrahu vystavena před palácem Topkapi v Cařihradu. Mahmutova armáda tak oslavila triumf nad mužem, který dokázal vzdorovat pěti sultánům.
V roce 1813 rozdrtily tři turecké armády devět let trvající povstání v srbském knížectví a donutily Karadjordje Petroviće (1760–1817), který byl roku 1804 zvolen prvním srbským vládcem, uprchnout do Uher. Represe janičárů v Srbsku však byly tak kruté a nesnesitelné, že v roce 1815 vyvolaly druhé srbské povstání pod vedením vojvody Miloše Obrenoviće (1780–1860). Srbové se marně domáhali slyšení na Vídeňském kongresu. Sultán Mahmut II. posléze roku 1815 uznal Miloše Obrenoviće za vrchního knížete (1815–1839, 1858–1860) a přiznal Srbsku částečnou vnitřní autonomii s tím, že města a pevnosti zůstanou v tureckých rukou. Miloš Obrenović pak systematicky rozšiřoval srbskou autonomii i své osobní postavení a zavedl zcela despotický režim. Když se Karadjordje vrátil v roce 1817 z emigrace, kníže Miloš ho nechal popravit a jeho hlavu poslal sultánovi Mahmutovi II. do Cařihradu. To se stalo zárodkem nenávisti mezi dynastií Obrenovičů a Karadjordjevičů po celé 19. století. Téhož roku byl Miloš Obrenović prohlášen za dědičného knížete.

## Řecké povstání
Další, ale mnohem mohutnější povstání, kterému musel Mahmut II. čelit, bylo řecké povstání. Po skončení napoleonských válek vzniklo mezi Řeky žijícími v emigraci hnutí proti sultánově vládě. Od roku 1814 působila tajná revoluční Společnost přátel (Filiki Eteria), založená v Oděse řeckými vlastenci. Později své sídlo přesunula do Cařihradu. Cílem organizace bylo osvobození Řeků a dalších pravoslavných poddaných z turecké nadvlády. Tajným předsedou organizace měl údajně být ruský car Alexandr I. Pavlovič.
Řekové načasovali začátek povstání na dobu, kdy byl sultán Mahmut II. zaneprázdněn bojem proti Ali Paşovi z Janiny v letech 1820–1822. Kromě toho v téže době, v letech 1820–1823, byla osmanská armáda rovněž soustředěna na válku s Persií. Řecké povstání bylo zahájeno na dvou místech, v dunajských knížectvích Moldavsku a Valašsku a na poloostrově Morea v kontinentálním Řecku. Vlastní povstání začalo 5. března 1821, kdy generál v ruských službách Alexandros Ypsilanti (1792–1828), člen významné fanariotské rodiny, syn bývalého valašského hospodara a jeden z vůdců Společnosti přátel, překročil se svým oddílem rusko-turecké hranice v Moldávii ve snaze vyvolat v dunajských knížectvích protiturecké povstání. Ypsilantiho akce měla být koordinována se souběžným povstáním ve Valašsku v čele s Tudorem Vladimireskem. V březnu 1821 vstoupil Vladimirescu do Bukurešti vzápětí následován Ypsilantim. Mezi oběma vůdci však došlo k roztržce a Ypsilanti nechal Vladimiresca pro údajnou zradu popravit. Dobrodružná Ypsilantiho akce záhy ztroskotala, neboť osmanská vojska snadno porazila zbývající povstalce v bitvě u Drǎgǎsani. Srbský kníže Miloš Obrenović odmítl Ypsilantiho podpořit. Ypsilanti se proto uchýlil do Rakouska, kde byl ale okamžitě uvězněn a o sedm let později zde skončil svůj život.
Odvážná Ypsilantiho akce však nalezla silný ohlas ve vlastním kontinentálním Řecku a na řeckých ostrovech. 25. března 1821 v klášteře Agia Lavra řecký arcibiskup Germanos (1771–1826) pozvedl světlemodrou vlajku povstalců s bílým křížem. 25. dubna povstali řečtí obyvatelé Atén a počátkem června dobyli pevnost Akropolis. Řecké povstání bylo od počátku provázeno ukrutnostmi a masakry, docházelo k etnickým čistkám a vypalování muslimských vesnic. Na severu Moreje bylo povražděno na 15 000 muslimských vesničanů a 40 000 jich uprchlo do osmanských pevností. Dokud byla pravidelná osmanská armáda vázána obléháním Aliho Paşi z Janiny, nemohla proti řeckým povstalcům efektivně zasáhnout. Dne 1. ledna 1822 První všeřecký kongres v Naupliu vyhlásil nezávislost Řecka. Byla přijata ústava, zakotvující rovnost, náboženskou svobodu a nedotknutelnost soukromého majetku. Řekové se tak přihlásili k myšlence národního osvobození a k evropskému demokratickému hnutí. Prvním vládcem byl zvolen vzdělaný fanariot Alexandros Mavrokordatos (1791–1865).
Svatá aliance řecké povstání jednoznačně odsoudila a označila Řeky za nelegitimní vzbouřence. Toto stanovisko přimělo Mahmuta II. k rozhodným akcím. Sultán vyhlásil povstalcům svatou válku, džihád. Odvetou za vraždění muslimského obyvatelstva řeckými povstalci došlo v dubnu a květnu 1821 k masakru řeckého obyvatelstva ve Smyrně a na ostrově Chios. Řecký patriarcha v Cařihradu Gregorios V. byl 22. dubna 1821 oběšen na bráně své rezidence. Jeho tělo bylo tajně převezeno do Oděsy, kde byl pohřben jako mučedník. Tři další ortodoxní biskupové byli rovněž popraveni. Masakr Řeků na ostrově Chios měl obrovský dopad na evropské veřejné mínění. Na řeckou stranu se postavil anglický básník lord Byron, jenž v dubnu 1824 zemřel v Missolonghi, ruský spisovatel Puškin, francouzští spisovatelé Chateaubriand a Hugo i francouzský malíř Delacroix se svým slavným obrazem Vraždění na Chiu. V březnu 1823 Velká Británie prohlásila, že od nynějška bude považovat Řeky a Turky za válčící strany a může tedy řeckým povstalcům poskytnout půjčku ve výši 800 000 liber šterlinků. V důsledku změny britského postoje se pozice řeckých povstalců výrazně zlepšila. To rovněž vedlo k aktivizaci ruské diplomacie. Rusko se rozhodlo řecký problém internacionalizovat. V lednu 1824 přišel car Alexandr I. s iniciativou, jejíž součástí byl projekt nastolení míru v Řecku, počítající s vytvořením nezávislého řeckého státu.
Odpovědí na britsko-ruský tlak proti Osmanské říši bylo uzavření dohody mezi sultánem Mahmutem II. a egyptským místodržícím Muhammadem Alím (1769–1849) z ledna 1824 o zákroku moderní egyptské armády v Moreji. Výměnou za tento zákrok sultán slíbil postoupit egyptskému vládci správu Kypru, Kréty, Sýrie a Moreje. Egyptský expediční sbor o celkové síle 17 000 mužů pod vedením Ibrahíma Paši, syna Muhammada Alího, přezimoval na Krétě a v únoru 1825 se vylodil v jižním Řecku. Egyptský zásah znamenal obrat ve válečné situaci. Vojenská a technická převaha moderní egyptské armády vedla k těžké porážce řeckých povstalců. V červnu 1825 byl dobyt Tripolis (Řecko), bývalé sídlo morejského paši. Dne 23. února 1826 byla po ročním obléhání dobyta a zničena hlavní pevnost povstalců Missolonghi. V červnu 1826 vstoupili egyptští vojáci do Atén a začali obléhat Akropolis, jež však kapitulovala až v červnu 1827.
Podle Mahmuta bylo na jaře 1826 řecké povstání u konce. Modernizovaná vojenská mašinérie Muhammada Alího dosáhla vítězství, které tradičním osmanským plukům a janičárům dlouho unikalo. Před sultánem se vynořily dva naléhavé, navzájem se podmiňující úkoly: vymanit se ze závislosti na egyptských vazalech, otci a synovi, a zároveň následovat Alího příkladu a zahájit sérii zásadních reforem v evropském stylu.

## Zrušení janičárů
Jedním z nejpozoruhodnějších činů za vlády Mahmuda II. bylo zrušení janičářského sboru v červnu 1826. Dosáhl toho pečlivým kalkulem pomocí svého nedávno reformovaného vojenského křídla, které mělo janičáře nahradit. Když janičáři uspořádali demonstraci proti vojenským reformám navrhovaným Mahmúdem II., nechal jejich kasárna vypálit k účinnému rozdrcení bývalých elitních osmanských jednotek a u Istanbulu spálil bělehradský les, aby spálil všechny zbytky. To umožnilo zřízení armády branců evropského typu, verbované hlavně z tureckých mluvčích v Rumélii a Malé Asii. Mahmud byl také zodpovědný za podrobení iráckých mamlúků Ali Riza Pašou v roce 1831. Nařídil popravu proslulého Ali Paša Janinského. Poslal svého velkovezíra, aby popravil bosňáckého vojenského velitele Huseina Gradaščeviće a rozpustil Bosenský ejálet.

## Další reformy
V roce 1826 se sultán Mahmut II. definitivně přestěhoval ze starobylého paláce Topkapi do nového paláce Besiktaş na evropském břehu Bosporu. V tomto paláci byly polštáře a divany nahrazeny evropskými pohovkami, židlemi a stoly. V tradiční osmanské feudální společnosti mělo velký význam oblečení, které přesně určovalo pozici, hodnost a funkci jedince ve společenské hierarchii. Sultán Mahmut II. se symbolicky začal oblékat jako evropský monarcha a učil se francouzštině. Na rozdíl od svých předchůdců se začal objevovat na veřejnosti v kočáře, jako první začal navštěvovat recepce, koncerty, operu a balet. Začal pravidelně chodit na radu ministrů a jezdit na inspekční cesty do provincií. Ministři, vysocí byrokrati a důstojníci brzy začali napodobovat sultánovo evropské oblečení. V roce 1829 bylo evropské oblečení předepsáno všem státním úředníkům a vojákům. Moderní fez vystřídal turbany, frak nahradil bohaté róby hodnostářů. V roce 1831 začaly vycházet první osmanské oficiální noviny v turečtině a nepravidelně i ve francouzštině (Le Moniteur Ottoman). V oblasti vzdělávání a kultury bylo nejdůležitějším úkolem vytvořit kádr lidí schopných sultánovy reformy realizovat. V roce 1827 byla založena lékařská škola, roku 1831 zřízena vojenská hudební škola a roku 1834 v Cařihradu otevřena Válečná akademie. Likvidace privilegovaného postavení řeckých fanariotů v roce 1821 vedla ke zvýšené potřebě tureckých úředníků znalých cizích jazyků. Roku 1827 sultán poslal do Evropy první skupinu studentů, kteří byli předurčeni pro práci v Úřadu hlavního písaře, pozdějším Ministerstvu zahraničních věcí. V tomto úřadu byl roku 1833 zřízen Překladatelský úřad, kde začínala svou profesionální kariéru řada vysokých osmanských reformních politiků a státníků. V roce 1834 sultán obnovil činnost osmanských velvyslanectví v nejvýznamnějších evropských metropolích. Zavedením poštovního systému došlo ke zlepšení komunikací uvnitř Osmanského impéria. Mnohé z tehdejších reforem byly povrchní, jiné se dotkly samotných základů osmanské společnosti. Ale bez nadsázky lze říci, že politika sultána Mahmuta II. po roce 1826 určila směr osmanských reforem na příštích 80 let.

## Zahraniční politika

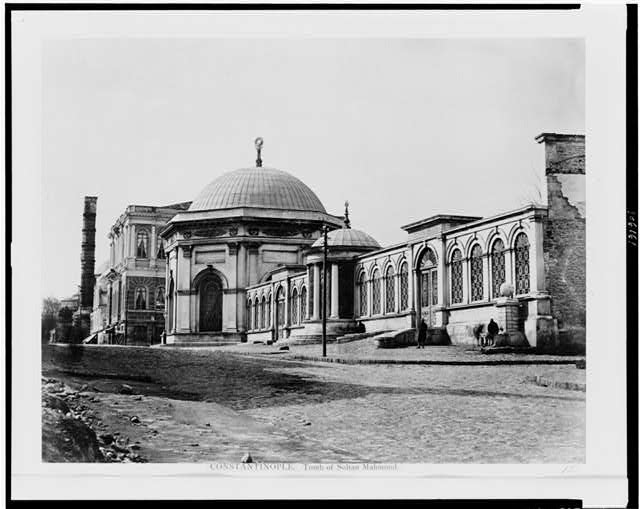
Mauzoleum sultána Mahmuda II. během let 1860–1890

V zahraničních záležitostech Mahmut tak jasnozřivý nebyl. Reformy kráčely ruku v ruce s řadou ponižujících neúspěchů, jaké nezažil žádný z jeho předchůdců. Ruský car Mikuláš I. donutil sultána k ústupkům v akkermanské konvenci podepsané 7. října 1826. Mahmut obnovil privilegia dunajských knížectví, potvrdil autonomii Srbska jako dědičného knížectví, uznal ruskou nadvládu na Kavkazu a povolil ruským obchodním lodím volný přístup do osmanských vod včetně Úžin. Řecké povstání, o němž se Mahmut domníval, že na jaře 1826 skončí, trvalo ještě dlouho. Po pádu Missolonghi se konflikt změnil ve válku s klefty, jak Turci nazývali řecké bandity. Oddíly povstalců útočily v horách na osmanské pozice a jejich vůdci se pokoušeli uzavřít dočasná příměří vždy, když se jim zdála situace zoufalá. Také izolované řecké posádky pokračovaly v odporu.
Dne 4. dubna 1826 byl podepsán petrohradský protokol, který znamenal rusko-britskou dohodu v řecké otázce. 6. června 1827 byla podepsána londýnská konvence, podle níž se k petrohradskému protokolu připojila Francie. Tak se vytvořila mocná protiturecká koalice Ruska, Velké Británie a Francie. Dne 20. října 1827 došlo k bitvě u Navarina, v níž koaliční flotila během tří hodin zcela zničila turecko-egyptsko-tuniské loďstvo. Turci přišli celkem o 61 lodí a 8000 vojáků a námořníků. Katastrofální porážka osmanského loďstva znamenala, že Ibrahím Paša zůstal se svou armádou zcela odříznut od Egypta. Pozice řeckých povstalců se výrazně zlepšila. V srpnu 1828 Muhammad Alí podepsal dohodu o stažení egyptských vojsk z Moreje.
Sultán Mahmut II. se ve snaze zdůvodnit porážku v prosinci 1827 obrátil na pobouřené muslimské obyvatelstvo s manifestem, v němž obvinil Rusko z podněcování řeckého povstání. Prohlásil rovněž akkermanskou konvenci z října 1826 za neplatnou. Na to car Mikuláš I. vyhlásil sultánovi 26. dubna 1828 válku. Ruským vojskům se podařilo obsadit Moldavsko a Valašsko, ale špatně vyzbrojená a diletantsky řízená armáda nebyla příliš úspěšná. Výsledky se dostavily až po převzetí vedení generálem Ivanem Ivanovičem Dibičem (1785–1831). Ten v červnu 1829 dobyl Silistru, překročil pohoří Balkán a 22. srpna 1829 po týdenním obležení vstoupil do Drinopolu. Mezitím na kavkazské frontě operoval generál Ivan Paskevič (1782–1856), jenž již 5. července 1828 dobyl Kars a 14. září 1829 vstoupil do Erzurumu.
Rusko-turecká válka byla ukončena 14. září 1829 drinopolským mírem. Ruské hranice se posunuly k ústí Dunaje, dunajská knížectví Moldavsko a Valašsko přešla pod ruský protektorát, byla potvrzena autonomie Srbska jako dědičného knížectví a byla uznána autonomie Řecka. Na východě Rusko získalo území mezi Kubání a Gruzií, obydlené muslimskými Čerkesy a Čečenci, byla potvrzena carova suverenita nad Gruzií a Arménií včetně nedávných ruských zisků ve válce s Persií. Osmanská říše měla zaplatit během deseti let válečné reparace ve výši 400 milionů piastrů. Londýnským protokolem z 3. února 1830 uznaly Velká Británie, Rusko a Francie úplnou nezávislost Řecka. Po zavraždění řeckého prezidenta Ioannise Kapodistriase v září 1831 však Řecko opět upadlo do anarchie. Roku 1832 bylo prohlášeno absolutní monarchií v čele s nezletilým bavorským princem Ottou. Otto se v lednu 1833 vylodil v Naupliu a v roce 1834 přesídlil do Atén, jež se staly novým hlavním městem Řeckého království. Téhož roku turecká posádka opustila Akropoli.
V souvislosti s pomocí při potlačení řeckého povstání výrazně posílil svou pozici v rámci Osmanské říše egyptský místodržící Muhammad Alí. Egypt se přeměnil v lokální velmoc ve východním Středomoří, usilující o další expanzi. Hlavním spojencem Egypta se stala po jednáních v Alexandrii Francie. V roce 1829 Francie a Egypt vypracovaly společný plán na ovládnutí severní Afriky. V následujícím roce byla rozpracována varianta, podle níž by Muhammad Alí získal Tripolsko a Tunisko, zatímco Francie by obsadila Alžírsko. Posléze však Muhammad Alí změnil názor, odmítl účast na francouzském tažení do Alžíru a plně soustředil své síly na ovládnutí sousední Sýrie. Sultán Mahmut II. nesplnil slib daný egyptskému vládci ohledně odměny za řeckou expedici a nehodlal mu Sýrii podstoupit. Proto roku 1831 Muhammad Alí proti sultánovi povstal. V listopadu 1831 jeho syn Ibrahím Paša v čele svých vojsk překročil sinajskou poušť a oblehl provinční sídlo Akku. Mahmut v březnu 1832 prohlásil egyptského vládce i jeho syna za vzbouřence a pověřil Ağu Hüseina Paşu, aby jim čelil.
První syrské tažení v letech 1831–1833 bylo nečekaně úspěšné. Při kombinované pozemní i námořní operaci egyptská vojska pod vedením Ibrahíma Paši porazila osmanské jednotky a prošla Sýrií do Anatolie. Mezitím v květnu 1832 padla obležená Akka. V prosinci 1832 byla osmanská armáda poražena v bitvě u Konye a Ibrahím Paša táhl dál směrem na Cařihrad. K internacionalizaci osmansko-egyptského konfliktu došlo ve chvíli, kdy sultán Mahmut II. požádal o pomoc evropské velmoci. Ruský car Mikuláš I. se rozhodl Mahmuta podpořit a okamžitě vyslal do Cařihradu 30 000 vojáků. V této chvíli byli Francouzi i Britové postaveni před jasné dilema: buď musí rozhodnými kroky zachránit sultána před egyptským pašou, anebo vydají Cařihrad carskému Rusku. Proto obě velmoci prosadily uzavření míru mezi Mahmutem a Muhammadem Alím. Muhammad Alí byl potvrzen jako místodržící v Egyptě a na Krétě, Ibrahím Paša byl jmenován guvernérem Damašku, Halabu, Adany a Džiddy. Sultán Mahmut II. se na britský nátlak musel s výsledkem jednání smířit. Egyptská vojska byla vzápětí evakuována z Anatolie a krize skončila.
Car Mikuláš I. nebyl spokojen s přímou osmansko-egyptskou dohodou, neboť chtěl upevnit ruskou dominantní pozici přímo v Cařihradu. Pokračoval tedy ve snaze připoutat si sultána Mahmuta II. spojeneckou smlouvou. Ta byla uzavřena 8. července 1833 v Hünkâr İskelesi. Smlouva měla charakter spojeneckého obranného mezinárodního dokumentu, jenž stanovil, že v případě války Osmanská říše nepustí přes Úžiny cizí válečné lodi. Doba platnosti smlouvy byla stanovena na 8 let. Britové se pokusili „rozšířit“ smlouvu z Hünkâr Iskelesi tak, že by se k ní připojily další velmoci, avšak Francie, která okázale podporovala Egypt, britskou iniciativu nepodpořila.
Dne 16. srpna 1838 došlo mezi Velkou Británií a Osmanskou říší k uzavření liberální konvence v Balta Limani ve prospěch Britů. Jednalo se o velkomyslné ústupky v obchodní sféře a Mahmut doufal, že Británii zláká ke vstupu do formálního spojenectví. Počátkem jara 1838 se jasně ukázalo, že Britové sultánovi podporu, o kterou tolik usiloval, neposkytnou. Mahmut již v té době věděl, že nebude žít příliš dlouho. V důsledku nemocí, pití alkoholu a hýření předčasně zestárl. Kromě tuberkulózy jej sužovala také cirhóza jater. Sultán se proto odhodlal k poslednímu velkému vojenskému tažení. Nejprve vyzval Muhammada Alího, aby respektoval plnění podmínek baltalimanské dohody. Ten se odmítl sultánově výzvě podřídit a v květnu 1838 vyhlásil svůj záměr stát se nezávislým panovníkem. Nakonec sultán vyslal své jednotky s pruskými vojenskými poradci do Sýrie. Následovalo druhé syrské tažení Ibrahíma Paši. Ten zkoncentroval své síly a 24. června porazil v údolí mezi Nezibem a Birecikem osmanské vojsko. Turecký velitel nedal na radu pruského specialisty Helmutha von Moltke, aby zůstal za městským opevněním, a poslechl výzvu z řad muslimských duchovních, že povstalec má být poražen na otevřeném poli. Vzápětí v Cařihradu dne 30. června 1839 zemřel těžce nemocný 54letý sultán Mahmut II., aniž by se o katastrofální porážce své pozemní armády dozvěděl. Zanechal po sobě celkem 15 synů a 12 dcer, z nichž na trůn nastoupil jeho nejstarší šestnáctiletý syn Abdülmecit.